# Hyalophora obscura
Hyalophora obscura är en fjärilsart som beskrevs av Sageder. 1933. Hyalophora obscura ingår i släktet Hyalophora och familjen påfågelsspinnare. Inga underarter finns listade i Catalogue of Life.